# Vallunaraju
Vallunaraju o Wallunaraju (possiblement del quítxua walluy tallar, wallu sense orelles, algú a qui li han amputat les orelles -na a nominalitzat sufix, quítxua rahu neu, gel, muntanya amb neu,) és una muntanya de la Serralada Blanca als Andes del Perú. S'alça fins als 5.686 msnm i es troba a la província de Huaraz, a la regió d'Ancash. El Vallunaraju es troba al sud-oest del Ranrapalca i l'Ocshapalca.

## Ascensions
La primera ascensió de la muntanya fou el 1949 pel matrimoni Szepessy, que van pujar en esquís. El Vallunaraju és una de les muntanyes de la Serralada Blanca més freqüentades pels escaladors per tenir un fàcil accés i perquè la seva ruta normal és relativament fàcil.